# Mercedes-AMG Project One
De Mercedes-AMG Project One is een hybride sportwagen van Mercedes-AMG. De auto werd voor het eerst geïntroduceerd in de IAA 2017 in Duitsland.

## Motor
De motor van de Mercedes AMG is een motor uit de Formule 1 van de Mercedes F1 W07 Hybrid waarmee Lewis Hamilton en Nico Rosberg in 2016 raceten.
| Motortype              | Aantal | Max vermogen      | Plaatsen                                                                                |
| ---------------------- | ------ | ----------------- | --------------------------------------------------------------------------------------- |
| 1.6 l, V6, 6 cilinders | 1      | 422 kW @ 9000 tpm | Achter wielen                                                                           |
| Elektromotoren         | 4      | 450 kW            | 2; een op ieder voorwiel, 1 op de verbrandingsmotor as (MGU-K) en 1 op de turbo (MGU-H) |

## Prestaties
De acceleratie voor 0 tot 100 km/u is 2.9 s, 0 tot 200 km/u is 7 s en 0 tot 300 km/u is 15.6 seconden. De topsnelheid is begrensd op 352 kilometer per uur. De auto is ook voorzien van Lithium-ion-accu's, die genoeg energie leveren aan de elektromotoren voor een rit van 25 kilometer.